# Nuccio Ordine
Nuccio Ordine (Diamante, 18 de julho de 1958 – Cosença, 10 de junho de 2023) foi professor, filósofo e "um dos mais exímios conhecedores do millieu social, artístico, literário e espiritual da Renascença e do início da Idade Moderna".

## Carreira
Ordine foi membro do Centro de Estudos do Renascimento Italiano da Universidade de Harvard e da Alexander von Humboldt Stiftung. Lecionou nas universidades americanas de Yale e Nova York , e nas universidades europeias EHESS, Ecole Normale Supérieure Paris, Paris-IV Sorbonne, Paris-III Sorbonne-Nouvelle, CESR de Tours, Institut Universitaire de France, Paris-VIII Vincennes, Institut des Études Avancées de Paris, Warburg Institute e Eichstätt University.
Seus livros foram traduzidos em vários idiomas, incluindo chinês, japonês, russo e basco.
Na França foi editor geral de duas séries na Editora Les Belles Lettres: a obra completa de Giordano Bruno e a “Bibliotheque Italienne”.
Na Itália, foi editor geral da série “Sileni” da Editora Liguori, da série “Clássicos do pensamento europeu” da Editora Nino Aragno e da série “Clássicos da literatura europeia” da Editora Bompiani. Nuccio Ordine também escreve para o jornal "Corriere della Sera".
Morreu na madrugada do dia 10 de junho de 2023, aos 63 anos de idade, vítima de um AVC.

## Livros
- La soglia dell'ombra. Letteratura, filosofia e pittura in Giordano Bruno, Venezia, Marsilio, 2009³. [O umbral da sombra. Literatura, filosofia e pintura em Giordano Bruno, (Tradução e apresentação à edição brasileira de Luiz Carlos Bombassaro, prefácio de Pierre Hadot), São Paulo, Perspectiva, 2006.] ISBN 85-273-0745-6.
- La cabala dell'asino. Asinità e conoscenza in Giordano Bruno. Premessa di Ilya Prigogine, Prefazione di Eugenio Garin, nuova edizione accresciuta, Milano, La Nave di Teseo, 20173. [A cabala do asno. Asinidade e conhecimento em Giordano Bruno. (Prefácio de Eugenio Garin, prefácio à edição francesa e alemã de Ilya Prigogine, tradução de Flora Simonetti Coelho, Francisco Caruso e Lívio Panizza, consultoria de Luiz Carlos Bombassaro), Caxias do Sul: Educs, 2008]. ISBN 978-85-7061-499-5.
- Contro il Vangelo armato. Giordano Bruno, Ronsard e la religione, Milano, Raffaello Cortina, 2009².
- Teoria della novella e teoria del riso nel '500, Napoli, Liguori, 2009².
- Le rendez-vous des savoirs. Littérature, philosophie et diplomatie à la Renaissance, París, Les Belles Lettres, 2009. lesbelleslettres.com.
- Trois couronnes pour un roi. La devise d' Henri III et ses mystères, París, Les Belles Lettres, 2011: lesbelleslettres.com; italiano: Tre corone per un re. L'impresa di Enrico III e i suoi misteri. Prefazione di Marc Fumaroli, Milano, Bompiani, 2015. bompiani.it
- Los retratos de Gabriel García Márquez, Cali, Editorial de San Buenaventura, 2018. ISBN 978-958-5415-15-7 editorialbonaventuriana.usb.edu.co.
- L'utilità dell'inutile, Milano, Bompiani, 2013. [A utilidade do inútil. Um manifesto. (Tradução de Luiz Carlos Bombassaro), Rio de Janeiro; Zahar, 2016.  ISBN 978-85-378-1520-5.
- Classici per la vita. Una piccola biblioteca ideale, Milano, La Nave di Teseo (colección "Le onde"), 2016, EAN: 9788893440264.
- Gli uomini non sono isole, Milán, La nave di Teseo, 2018, ISBN-10: 8893446715 lanavediteseo.eu